# آیسرا
شرکت آیسِرا یک شرکت نیم‌رسانا بدون ساخت چندملیتی انگلیسی است که مقر آن در بریستول، بریتانیا و یک شرکت تابعه به‌طور کامل متعلق به شرکت انویدیا است. این تراشه مودم‌نرم را برای بازار دستگاه‌های قابل‌حمل شامل داده‌کارت‌ها باندپهن قابل‌حمل، کارت‌های یواس‌بی و مودم‌های تعبیه شده برای تلفن‌های هوشمند، لپ‌تاپ، نت‌بوک، تبلت، کتاب‌های الکترونیک و سایر دستگاه‌های باندپهن قابل‌حمل توسعه می‌دهد.
آیسرا دارای پایگاه‌های تحقیق و توسعه در چین، فرانسه، انگلستان و ایالات متحده و دفاتر مهندسی و فروش مشتری در چین، ژاپن، کره، تایوان، ایالات متحده و اروپا است.
در تاریخ ۹ مه ۲۰۱۱ اعلام شد که شرکت انویدیا توافق کرده‌است که آیسِرا را به مبلغ ۳۶۷ میلیون دلار وجه نقد از صاحبان سرمایه‌های خطرپذیر خود، که شامل اکسل پاتنرز، شرکای سرمایه آمادیوس، اتلس ونچر، شرکت سرمایه‌گذاری بلدرتون و دی‌اف‌جی اسپریت است، خریداری کند.
در تاریخ ۵ مه ۲۰۱۵ شرکت انویدیا اعلام کرد که آیسِرا عملیات خود را متوقف می‌کند.